# Miramar-Haus

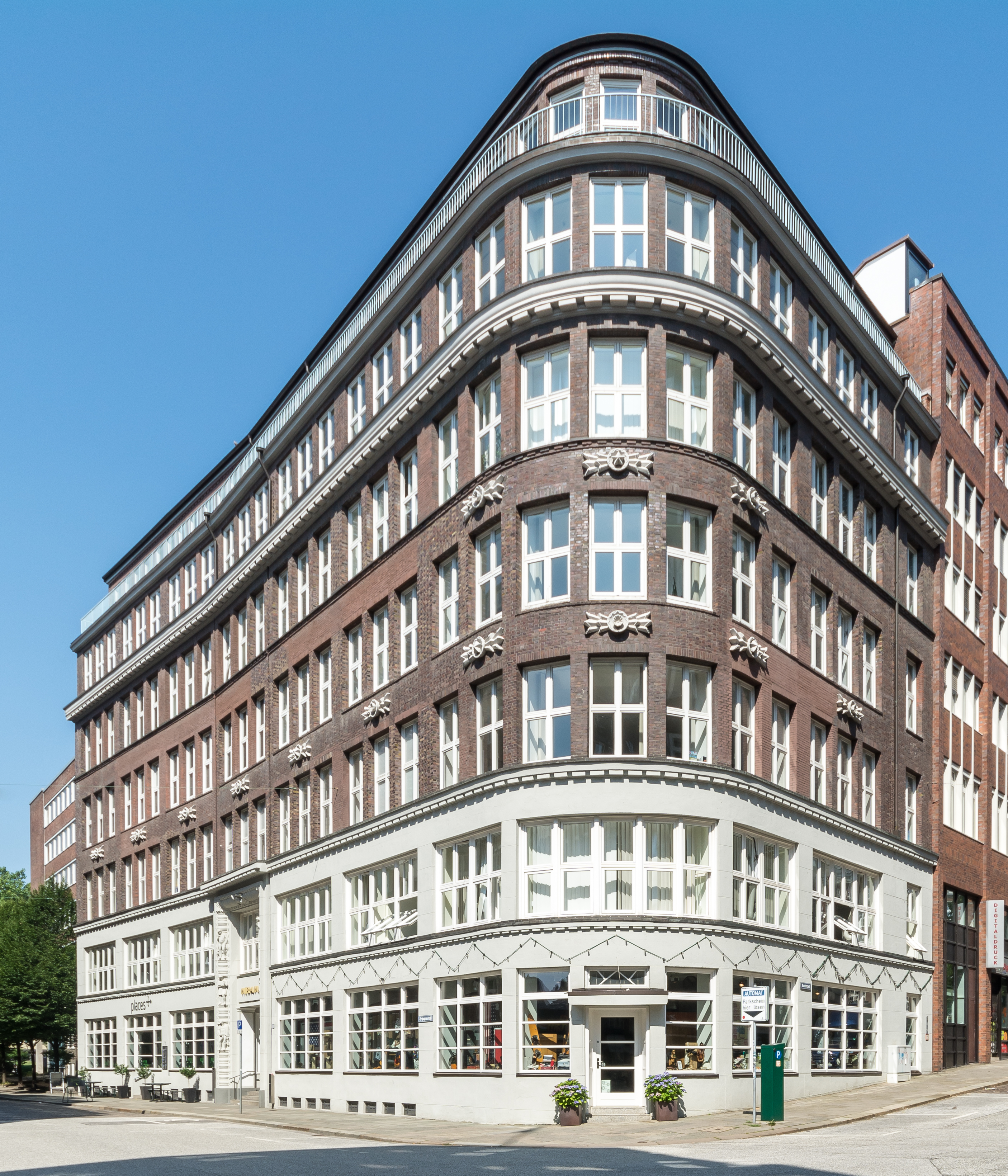
Miramar-Haus 2016

Das Miramar-Haus ist ein historisches Kontorhaus in Hamburg, gebaut im Stil des Klinkerexpressionismus der 1920er Jahre. Es liegt an der Ecke Schopenstehl/Kattrepel im Stadtteil Hamburg-Altstadt. Das Haus steht seit 1999 unter Denkmalschutz (ID 29138).

## Baugeschichte

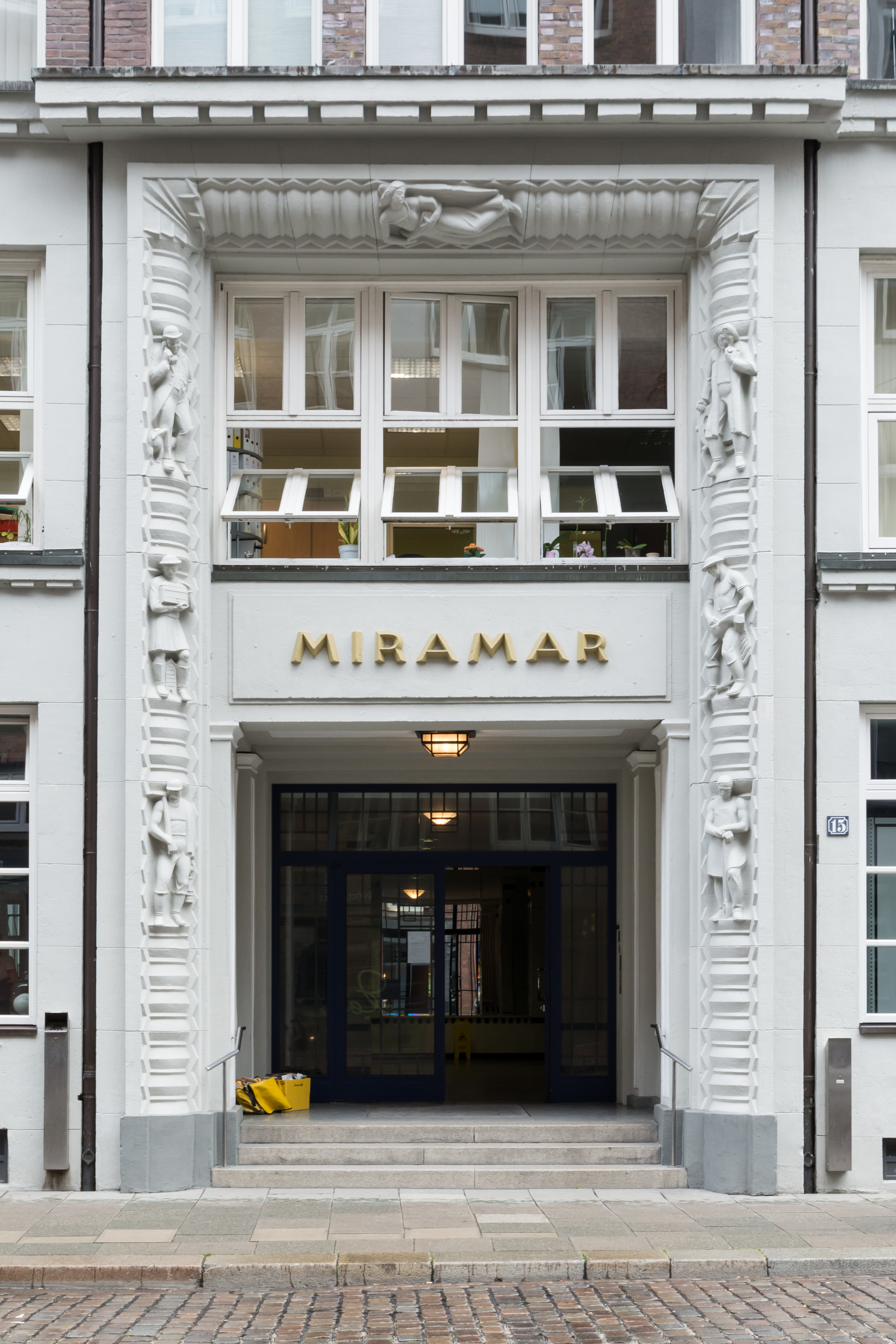
Haupteingang am Schopenstehl 15

Das Miramar-Haus wurde in den Jahren 1921 bis 1922 als eines der ersten großen Kontorhäuser im neu geplanten Kontorhausviertel errichtet. Der Entwurf stammt von dem Architekten Max Bach, Bauherr war die Miramar Handelsgesellschaft m.b.H. Kriegseinwirkungen im Zweiten Weltkrieg führten zum Verlust des Steildachs, das ursprünglich das Staffelgeschoss nach oben abschloss. Beim Wiederaufbau entstand ein niedrigeres Staffelgeschoss mit Flachdach.

## Baubeschreibung
Das Gebäude passt sich im Grundriss den im leicht spitzen Winkel verlaufenden Straßen Schopenstehl und Kattrepel an. Die Abrundung des Baus zur Straßenecke hin war für die Zeit außergewöhnlich und wurde stilprägend für viele der folgenden Bauten. Die vier oberen Geschosse und das Staffelgeschoss hat man in Klinkermauerwerk ausgeführt, während die beiden Sockelgeschosse verputzt sind. Horizontal ist das Haus durch mehrere Gesimse gegliedert, die mit Zahnfriesen verziert sind. Besonders vorkragend ist dabei das Gesims über dem vierten Obergeschoss. Entlang des gesamten Staffelgeschosses läuft in der Fassadenflucht ein durchgehendes Geländer.
Plastische Ornamente im expressionistischen Stil sind zwischen dem zweiten und dritten Obergeschoss zu sehen, an der Ecke auch zwischen dem dritten und vierten.
Besonders aufwendig ist das Eingangsportal am längeren, linken Fassadenteil am Schopenstehl gestaltet. Ein mit Ornamenten und Plastiken verzierter Rahmen reicht über beide Sockelgeschosse. Das Eingangstor im Erdgeschoss ist zurückversetzt, sodass ein offener Vorraum entsteht. In goldenen Lettern ist darüber der Schriftzug „MIRAMAR“ angebracht. Dann folgt im oberen Sockelgeschoss eine Dreiergruppe von Fenstern, die zu einem Büroraum gehören, aber durch den Rahmen in den Eingangsbereich einbezogen werden.
Die zweimal drei Figuren in den senkrechten Partien des Rahmens stammen von Richard Kuöhl. Sie stellen typische Berufe dar, auf denen die Hamburger Wirtschaft gründet. Im waagrechten Abschluss des Rahmens über dem Eingang schwebt ein Engel nach links.

## Heutige Nutzung
Zwei Fenstertripel-Achsen links des Hauptportals liegt, über drei Stufen und eine tief zurückspringende Tür erreichbar, der Coworking Space mit Café und Firmensitz von places hamburg, wo im Juli 2009 noch ein Schuhgeschäft betrieben wurde. Am Eingang an der Abrundung des Gebäudeecks führen zwei Stufen hinauf in das Verkaufslokal Brogue Store (der Bundastore UG) für traditionell gefertigte Waren wie Schuhe und Regenschirme. Ab hier beginnt der deutliche Anstieg in die Straße Kattrepel und weist das Kellergeschoss deshalb keine Oberlichter mehr auf. Über das Hauptportal dazwischen erreicht man über drei Stufen und eine modernisierte Glas-Metall-Tür insbesondere die Obergeschosse des Haupttrakts und des an seinem Westende nach Norden abgehenden Hoftrakts. Im Gebäude sind zahlreiche Büros untergebracht. Unter den Bürobetreibern finden sich etwa der Murmann Verlag, der auf eine Gründung von 1924 zurückgehende Sondertransport-Logistiker deugro,  der Verband Hamburger und Bremer Schiffsmakler, eine Strategieberatung für Transport, Verkehr und Logistik und ein Versicherungsmakler.

## Galerie Bauschmuck

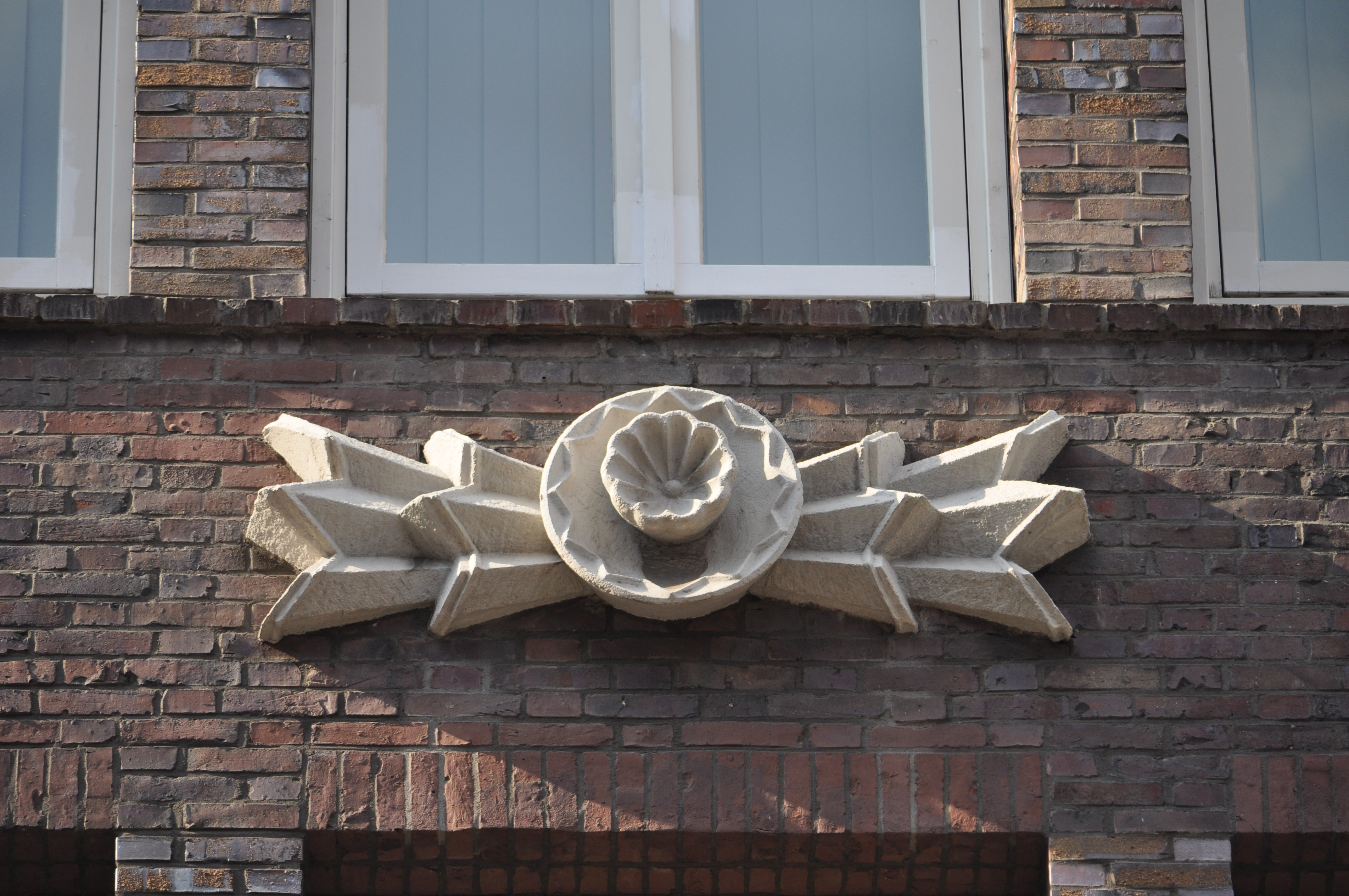
Dekordetail mit Rosette
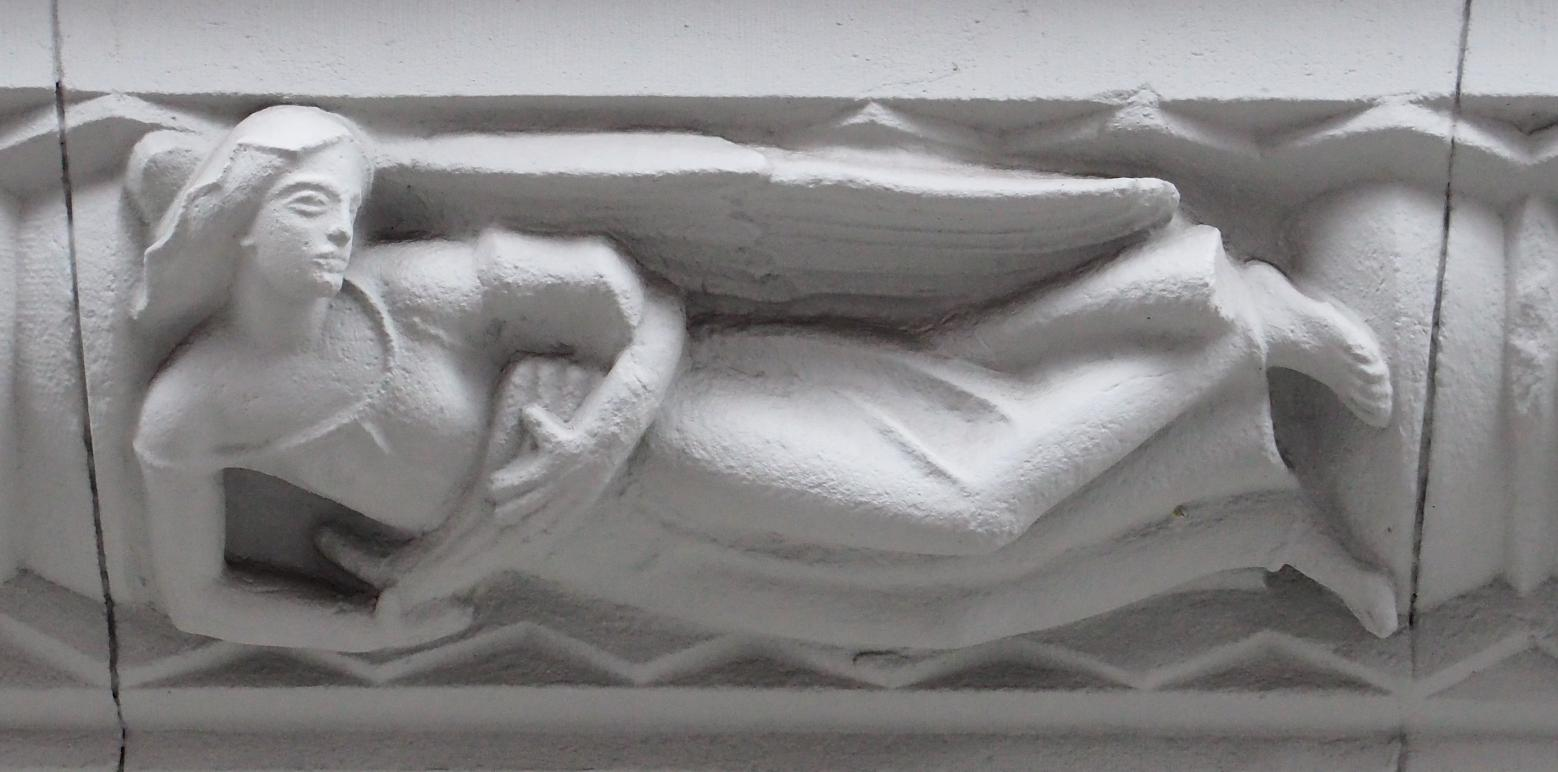
Engel über dem Eingang

Vertreter der Berufe am Portal im Uhrzeigersinn:

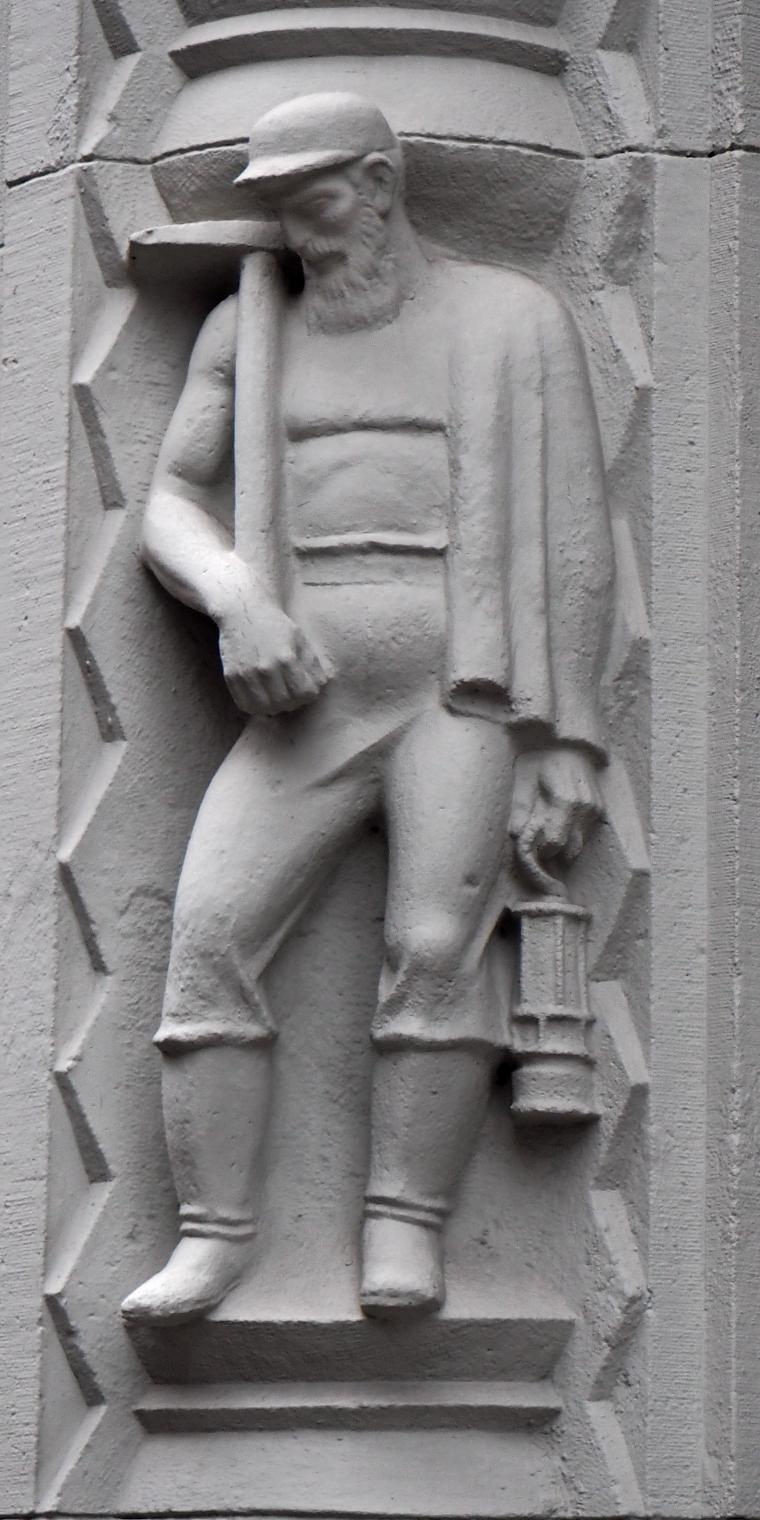
Bergmann
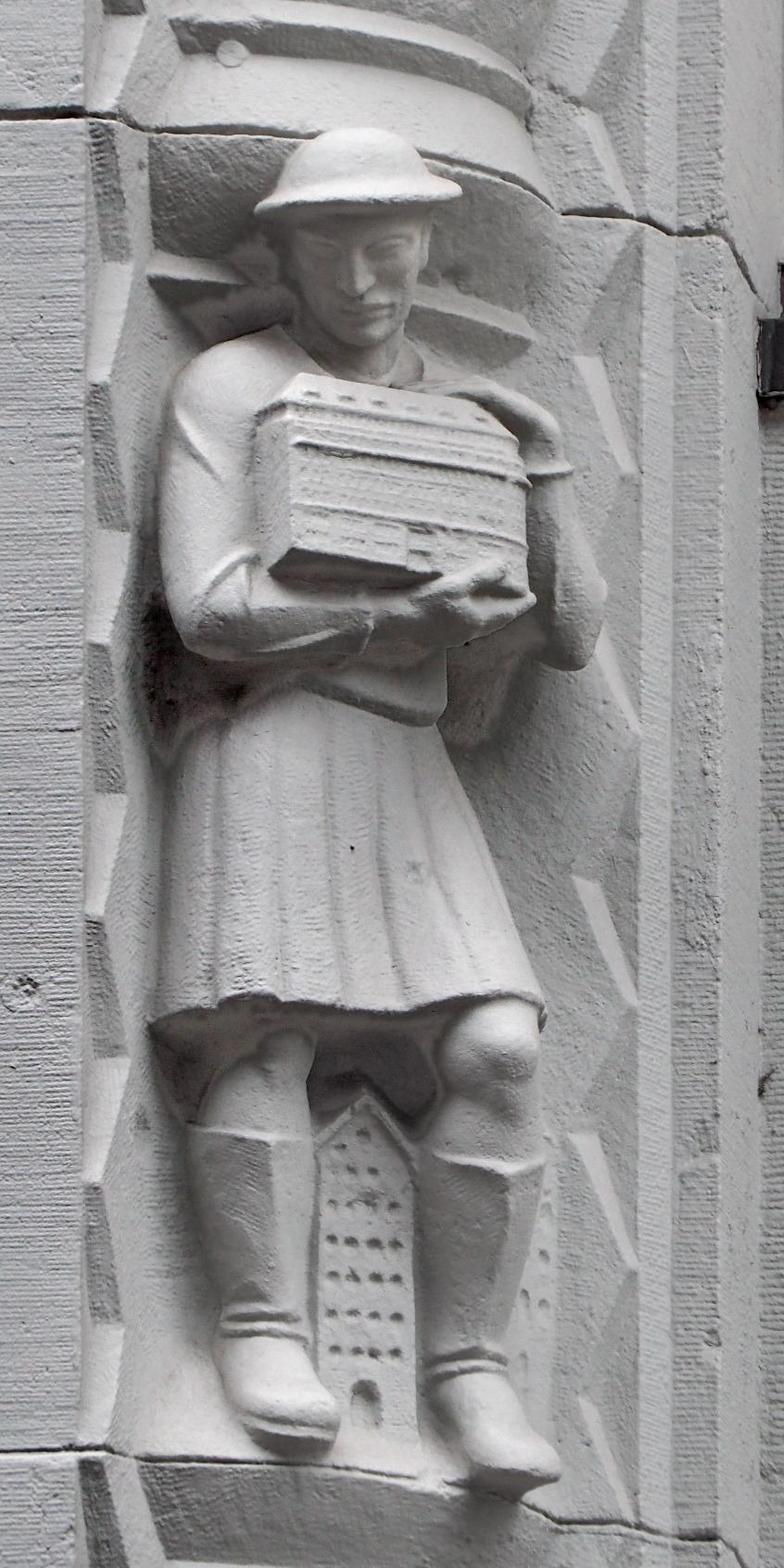
Baumeister
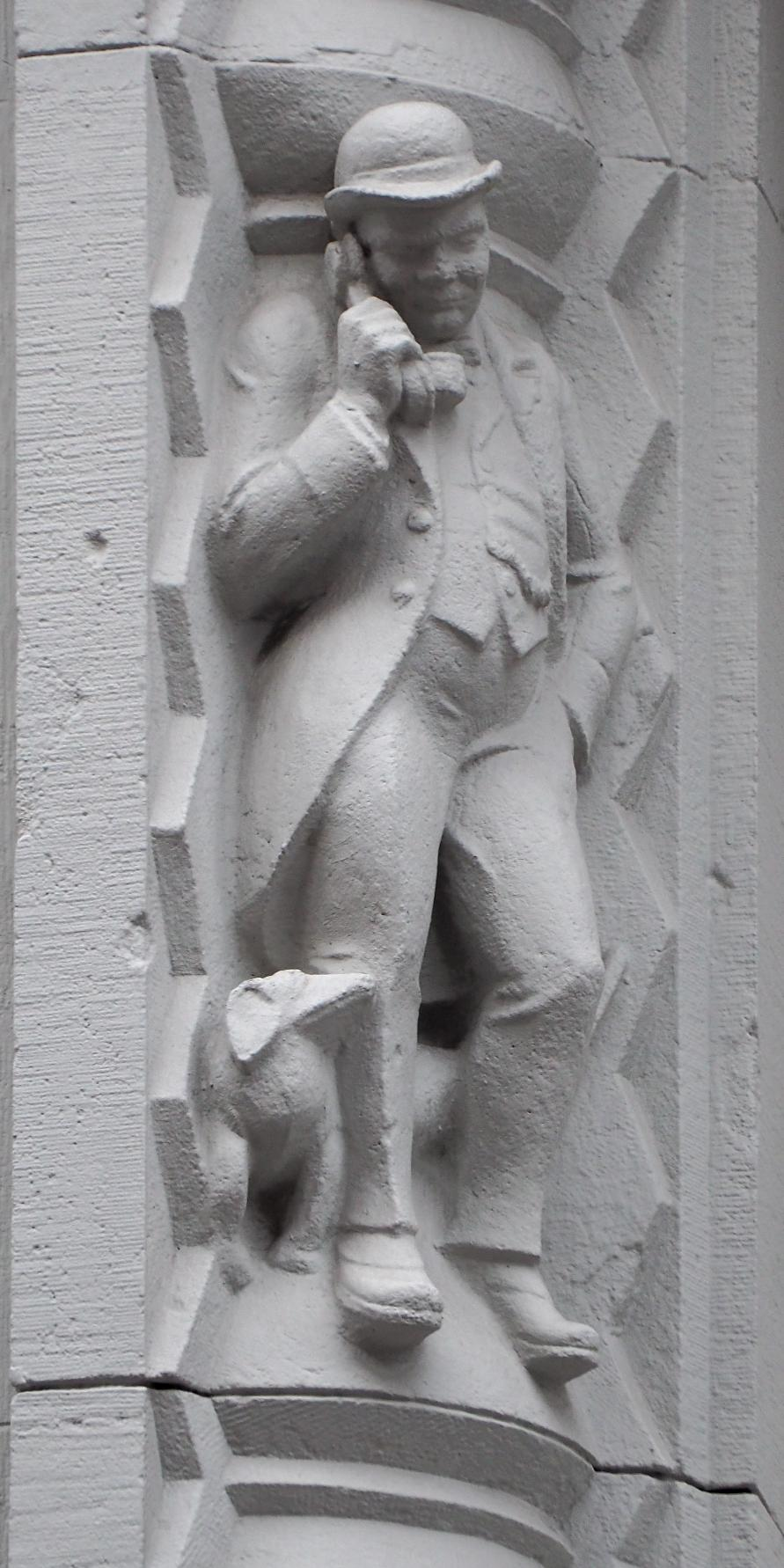
Kaufmann
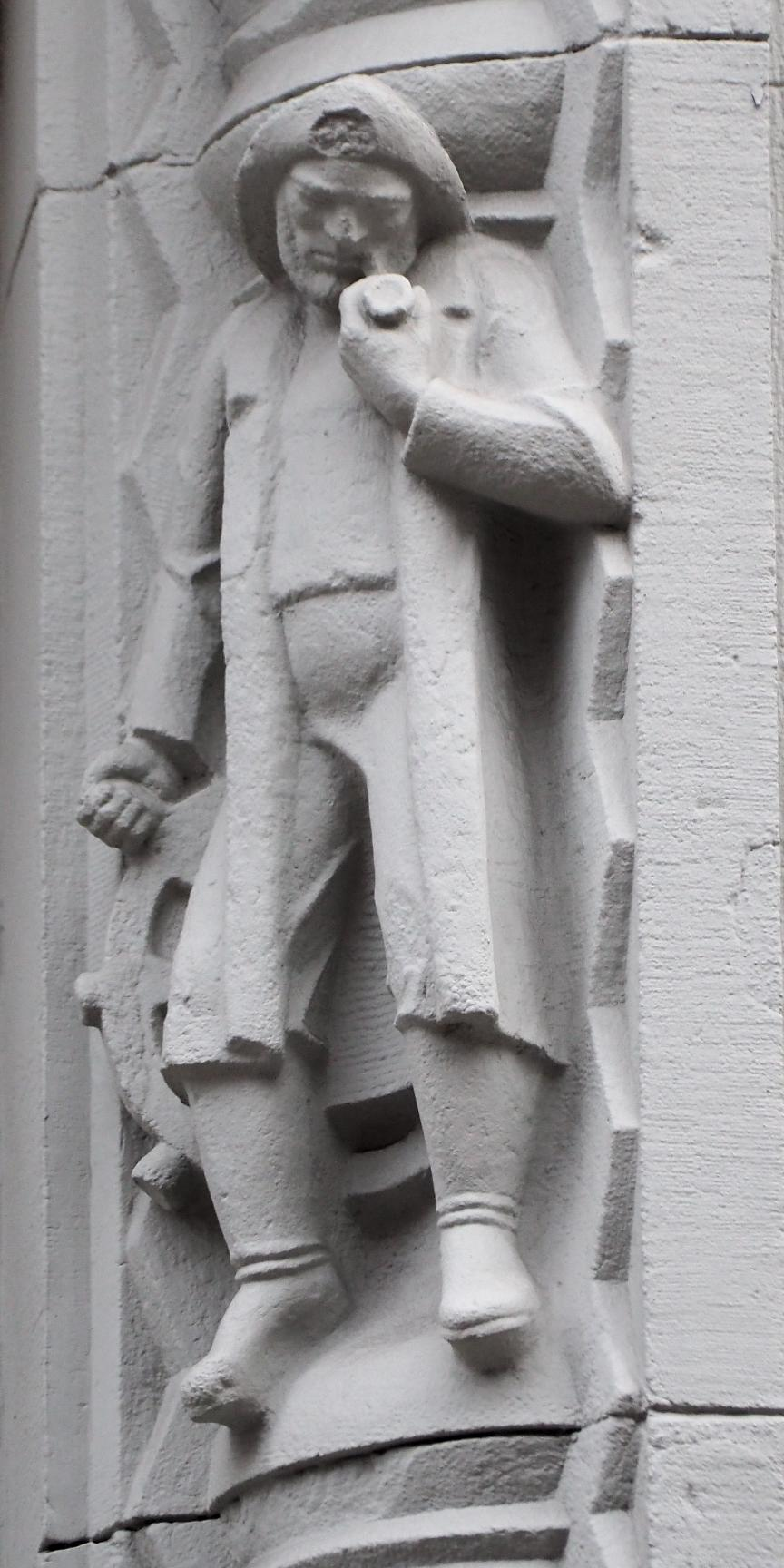
Seemann
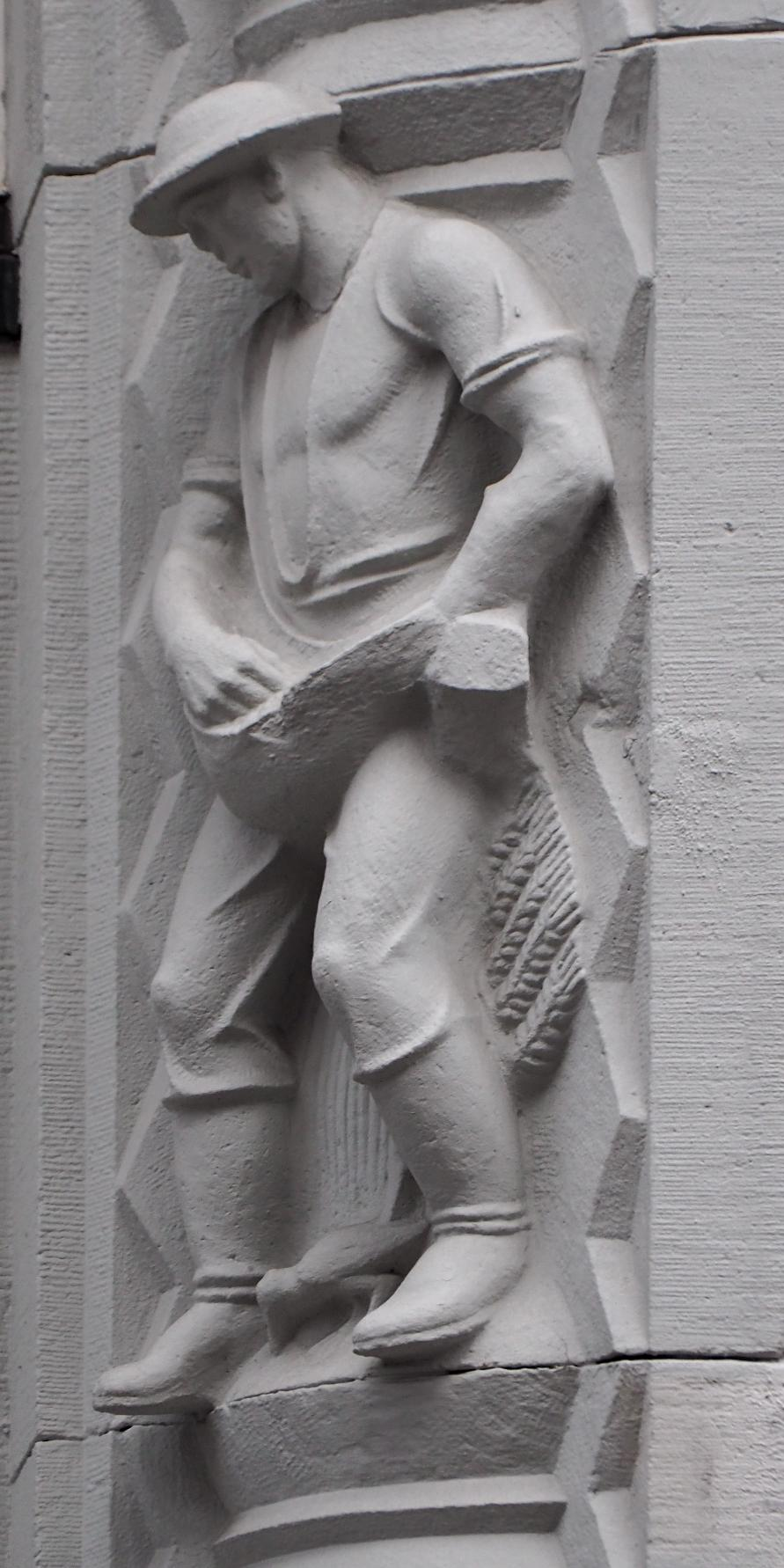
Bauer
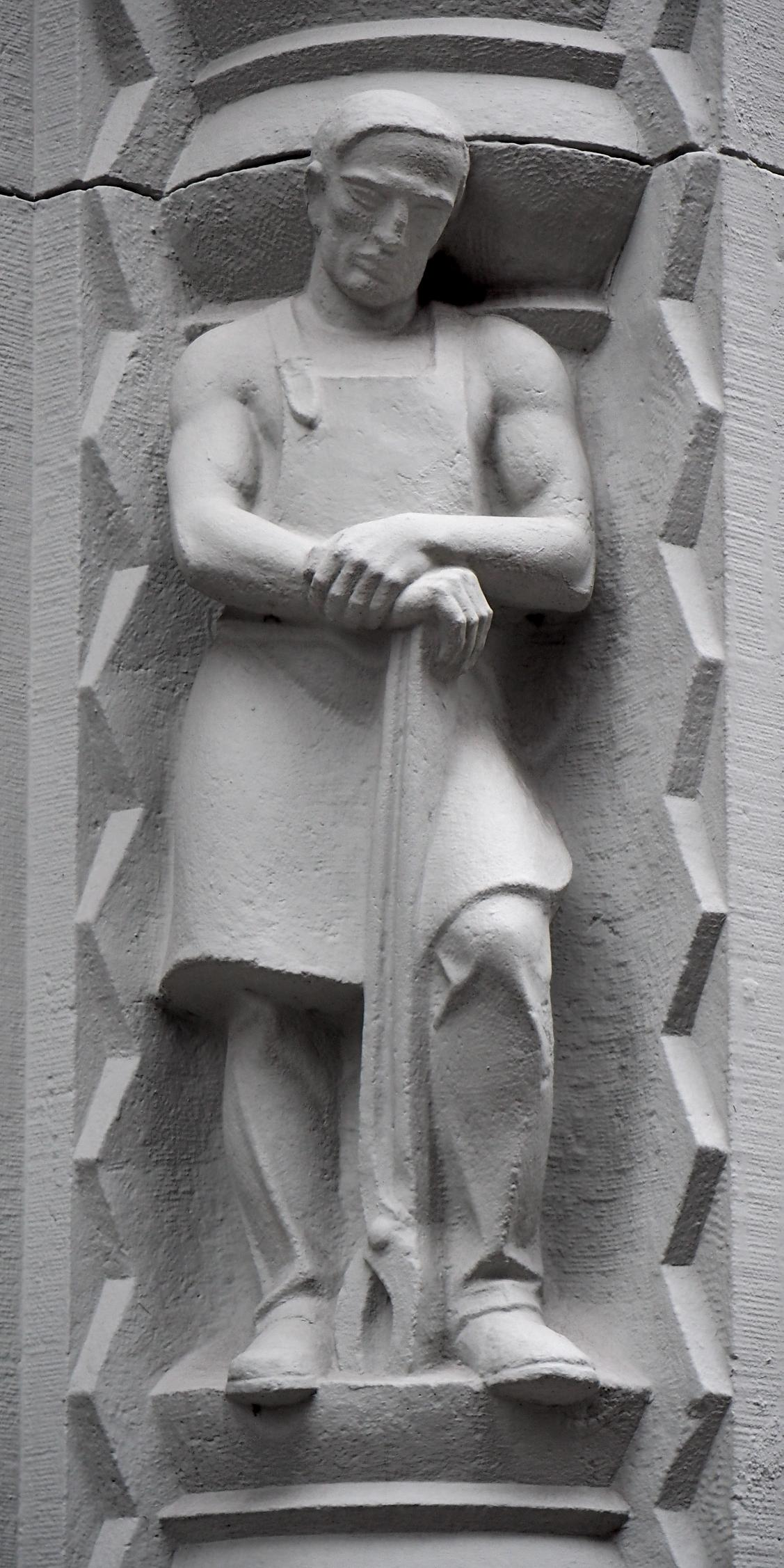
Stahlarbeiter